# Agnes van Stolk
Agnes Johanna Elisabeth van Stolk (1898-1980) foi uma artista holandesa.

## Biografia
Stolk nasceu a 16 de novembro de 1898 em Hof van Delft e frequentou a Vrije Academie voor Beeldende Kunsten (Academia Livre de Artes Visuais) em Haia. Ela estudou com Berend Adrianus Bongers, Francis de Erdely, Chris de Moor, Dirk Nijland e Johan Tielens. O seu trabalho foi incluído na exposição e venda Onze Kunst van Heden (A Nossa Arte de Hoje) em 1939 no Rijksmuseum em Amesterdão. Foi membro do Haagse Kunstkring (O Círculo de Arte de Haia) e do Teekengenootschap Pictura (Sociedade de Desenho Pictura).
Stolk faleceu no dia 11 de agosto de 1980 em Wassenaar.